# Sterphus fulvus
Sterphus fulvus är en tvåvingeart som beskrevs av Thompson 1973. Sterphus fulvus ingår i släktet Sterphus och familjen blomflugor. Inga underarter finns listade i Catalogue of Life.